# Omelno
Omelno (ukr. Омельне, Omelne) – wieś na Ukrainie, w obwodzie wołyńskim, w rejonie łuckim. Ludność - 809 osób (2001).
Do 2020 w rejonie kiwereckim. 

## Historia
Po odparciu trzeciego ataku UPA na Przebraże w trakcie rzezi wołyńskiej polska samoobrona przeszła do działań ofensywnych, w związku z czym zaatakowano szkołę podoficerską UPA w Omelnie. Polska samoobrona przeprowadziła ją 5 października 1943 r. wspólnie z radzieckim oddziałem płk. Prokopiuka. Uczestniczyło w niej 300 Polaków i 150 partyzantów radzieckich, którzy mieli przeciw sobie ok. 200 upowców, w tym 120 słuchaczy szkoły. Zginęło co najmniej 10 Ukraińców, szkołę UPA rozbito.

## Postaci związane z Omelnem
Józef Ignacy Kraszewski (1812-87) – polski pisarz i publicysta, w 1838 roku osiedlił się wraz z żoną w Omelnie, jako dzierżawca wsi. Założył we wsi park-ogród; istnieje on do dziś jednak w stanie katastrofalnym.